# Vocabolario corrente
Il vocabolario corrente è, secondo la categorizzazione teorizzata da Tullio De Mauro, il lessico italiano costituito dai vocaboli del Vocabolario Comune e del Vocabolario di Base in uso.
Il Vocabolario di base della lingua italiana (spesso abbreviato in VdB) è l'assieme delle parole più importanti per la comunicazione in lingua italiana.
La lista delle parole che compongono il Vocabolario di base della lingua italiana è stata definita da Tullio De Mauro e dai suoi collaboratori e pubblicata per la prima volta nel 1980. Una versione aggiornata è stata pubblicata nel 2016. In totale, la lista comprende circa 7 000 parole.
A partire dal 1980, il Vocabolario di base della lingua italiana è stato usato come punto di riferimento per molti studi di linguistica italiana e per la realizzazione di prodotti informatici e criteri di comprensibilità dei testi.
Dagli inizi degli anni cinquanta esistono entità analoghe al Vocabolario di base della lingua italiana per l'inglese ed il francese. Inoltre, sebbene nata con scopi diversi , è da considerare anche la Lista di Swadesh. 

## Vocabolario corrente
Il vocabolario corrente è formato da vocaboli del:
- vocabolario comune, contiene circa 45.000 parole ed è il nucleo comune di vocaboli noti ad adulti colti, indipendentemente dalla specializzazione e dal mestiere.[1] Comprende le parole dei linguaggi speciali o di aree locali, che però hanno una certa circolazione fuori dell'area di origine. Persone appartenenti a parecchie categorie e regioni diverse possono capire e usare parole del genere.[2]
- vocabolario di base, contiene circa 7.000 vocaboli, generalmente compresi e usati dalle persone che hanno conseguito la licenza media inferiore.

Nel 1997 è stato pubblicato da De Mauro un Dizionario avanzato dell'italiano corrente che include il vocabolario di base e una selezione di circa 13.000 parole che, in base all'esperienza didattica, sono state ritenute importanti per la comprensione di diversi tipi di testo.

## Vocabolario di base
La lista delle parole che formano il Vocabolario di base è stata pubblicata da Tullio De Mauro nel 1980 in appendice alla prima edizione del libro Guida all'uso delle parole.
Il Vocabolario si suddivide in diverse fasce:
- vocabolario fondamentale: circa 2000 termini che chi parla una lingua ed è uscito dall'infanzia conosce, capisce e usa e che costituiscono circa il 90% di un qualunque testo in italiano. Il 79% della popolazione italiana usa il Vocabolario fondamentale, che è l'insieme delle parole note a tutti quelli che hanno una conoscenza almeno elementare dell'italiano.[5]
- vocabolario di alto uso: circa 2750 termini usati con altissima frequenza che non rientrano nel vocabolario fondamentale.
- vocabolario di alta disponibilità: circa 2300 termini appartenenti alla vita quotidiana, ben noti ma che capita raramente di dire o di scrivere.

La classificazione delle parole nelle tre fasce descritte è stata prodotta combinando l'uso di strumenti informatici e interviste con informatori. Come punto di partenza è stato usato il Lessico di frequenza della lingua italiana contemporanea (Lif), pubblicato dalla Ibm a Pisa nel 1970 sulla base di campioni di italiani scritti e contenente 500.000 occorrenze di parole: da questo sono state ricavate le 5.000 parole più frequenti. Queste 5.000 parole sono poi state sottoposte a un campione di studenti di scuola media e di adulti che avevano come titolo di studio più elevato la licenza media, scartando le parole che non erano comprese almeno dalla metà del campione. Ciò ha portato la lista a ridursi a 4.750 parole: le 2.000 più frequenti sono state considerate "vocabolario fondamentale" e le altre "vocabolario di alto uso".
A partire dal Vocabolario di Base (VdB), De Mauro compilò i vocabolari Utet-Paravia degli anni Novanta e Duemila, tra cui il Dizionario avanzato dell’italiano corrente (DAIC), il Grande dizionario italiano dell’uso (250.000 lemmi), il De Mauro monovolume (150.000 lemmi), e il Dizionario di base (15.000 lemmi).

## IlNuovo vocabolario di base
Nel 2016 Tullio De Mauro e Isabella Chiari, con la collaborazione redazionale di Francesca Ferrucci hanno pubblicato una versione aggiornata del Vocabolario di base per tenere conto dei cambiamenti che si sono prodotti nella lingua italiana dopo il 1980. La versione aggiornata, denominata Nuovo vocabolario di base della lingua italiana (in sigla, NVdB), è stata pubblicata sul sito della rivista Internazionale.
L'esigenza di un Nuovo vocabolario di base nacque in De Mauro dall'idea che i profondi cambiamenti della società italiana tra gli anni settanta del Novecento e gli anni dieci del nuovo secolo dovessero avere lasciato tracce consistenti nell'insieme dei vocaboli di maggior uso e di maggiore disponibilità. Per esempio, negli anni settanta gli ultraquattordicenni con licenza media erano il 23% della popolazione, nel 2016 il 64%. 
Il nuovo vocabolario di base registra un buon numero di cambiamenti, accertati anche grazie a tecnologie di analisi automatica dei testi che mancavano alcuni decenni fa. Il NVdB si fonda sullo spoglio elettronico di testi lunghi complessivamente 18.843.459 occorrenze, raggruppati in sei categorie di estensione approssimativamente equivalente: stampa (quotidiani e settimanali), saggistica (saggi divulgativi, testi e manuali scolastici e universitari), testi letterari (narrativa, poesia), spettacolo (copioni cinematografici, teatro), comunicazione mediata dal computer (chat), registrazioni di parlato. La lista di parole del NVdB include le circa duemila parole fondamentali, stampate in neretto tondo, le circa tremila parole di alto uso, stampate in tondo chiaro, e le parole di alta disponibilità, stampate in corsivo chiaro. Queste ultime, circa 2.500, sono state ricavate partendo dalla lista di 2.300 parole di alta disponibilità del vecchio VdB, e sottoponendola a gruppi di studenti e studentesse universitari per eliminare le parole non più avvertite come di maggior uso, e per accogliere invece nuove parole avvertite come di alta disponibilità.

## Impieghi pratici
Sulla base di questa categorizzazione è possibile costruire strumenti informatici capaci di valutare la leggibilità di un testo, segnalando l'insieme di appartenenza dei singoli termini. 
READ IT (parte di DyLan TextTools v2.1.9), all’interno del sito “Italian Natural Language Processing Lab” dell’ILC CNR, ne è un esempio. Questo sistema consente l'esame dei testi italiani e ne stabilisce la leggibilità in base a vari parametri, tra cui l'indice Gulpease. READ IT è il primo avanzato strumento di valutazione della leggibilità per quanto concerne l'italiano.
Complementare alla valutazione del vocabolario è l'indice Gulpease, che misura invece la complessità dello stile.